# Barna Sándor (író)
Barna Sándor (eredeti, teljes nevén: Matkovich Sándor Sámuel Antal) (Pest, Józsefváros, 1863. december 25. – Budapest, 1883. augusztus 14.) író.

## Élete
Az első magyar általános biztosító társaság tisztviselője, Bús Vitéz (Matkovich Pál) és Szilágyi Ernesztina fia volt. 1864. január 5-én keresztelték a józsefvárosi plébániatemplomban.

## Munkái
- Koszorú a serdültebb ifjuság számára. Elbeszélések, rajzok, költemények. Bpest, 1881.
- Serdülők könyve. Mulattató és tanulságos olvasmányok. Uo. 1885. (Kardos Árpáddal)

Szerkesztette a Kis Mulattató című ifjúsági képes hetilapot 1880. október 31-től 1881. szeptember 25-ig; ezt folytatta Napsugár címmel december 25-ig; azután az Oroszlán című élclapot szerkesztette 1883. február 7-től március 28-ig Budapesten.